# Pharaon
Pharaon (tiếng Copt: ⲡⲣ̅ⲣⲟ Pǝrro; phiên âm tiếng Việt: Pharaông; trong tiếng Ai Cập cổ có nghĩa là "ngôi nhà vĩ đại") là tước hiệu chỉ các vị vua của Ai Cập cổ đại từ Vương triều thứ Nhất cho đến khi bị Đế Quốc La Mã thôn tính năm 30 TCN. Trên thực tế, tước hiệu này chỉ được sử dụng chính thức từ thời kỳ Tân Vương quốc, nhất là Vương triều thứ 18 nhưng ngày nay đã trở nên thông dụng trong việc dùng để chỉ tất cả các vị vua Ai Cập cổ đại.

## Tên gọi
Pharaon, nghĩa là "ngôi nhà vĩ đại", ban đầu được dùng để chỉ cung điện của vua, nhưng dưới triều đại của Thutmose III (1479–1425 trước công nguyên), sau sự cai trị ngoại lai của Hyksos, đã trở thành cách gọi nhà vua và con trai của thần Ra. "Người ta nói rằng vị thần mặt trời Ai Cập Ra, được xem là cha của mọi pharaon, đã tạo ra chính mình từ một mô đất hình kim tự tháp trước khi sinh ra tất cả các vị thần khác." (Donald B. Redford, tiến sĩ, Penn State) 
Thuật ngữ pharaon xuất phát từ một từ nối pr-ꜥ3, được viết bằng hai dấu hiệu hai chữ pr "ngôi nhà" và ꜥꜣ "cây cột". Từ này chỉ được dùng trong các cụm từ lớn hơn như smr pr-ꜥꜣ 'cận thần của ngôi nhà tối cao', chỉ những tòa nhà của cung điện. Từ Vương triều thứ 12 trở đi từ này xuất hiện trong một câu chúc 'ngôi nhà vĩ đại, hãy sống, thịnh vượng và mạnh khỏe', nhưng vẫn nhằm chỉ cung điện hoàng gia chứ không phải một người.
Ví dụ lâu đời nhất về việc sử dụng pr-ꜥꜣ để chỉ nhà vua là trong một bức thư gửi Amenhotep IV (Akhenaten), cai trị trong khoảng thời gian 1353–1336 trước công nguyên, cụ thể là dòng chữ 'Pharaon, hãy sống, thịnh vượng và mạnh khỏe!. Trong Vương triều thứ 18 (từ thế kỉ XVI đến thế kỉ XIV trước công nguyên), tước hiệu pharaon được sử dụng để gọi nhà vua một cách kính cẩn. Tuy nhiên, khoảng cuối Vương triều thứ 21 (thế kỉ X trước công nguyên), thay vì được dùng độc lập như trước, nó bắt đầu được thêm vào những tước hiệu đứng trước tên của nhà vua, và từ Vương triều thứ 25 (từ thế kỉ VIII đến thế kỉ VII trước công nguyên), nó trở thành tiền tố duy nhất được dùng phổ thông cho hoàng gia.
Từ Vương triều thứ 19 trở đi, pr-ꜥꜣ đứng độc lập cũng được dùng thường xuyên như hm.f, 'Bệ hạ'. Do đó, thuật ngữ này, từ một từ dùng để chỉ một tòa nhà, đã biến thành tên gọi kính cẩn dành cho nhà vua, nhất là ở Vương triều thứ 22 và Vương triều thứ 23.
Chẳng hạn, trường hợp đầu tiên được ghi nhận về việc tước hiệu pharaon gắn liền với tên một nhà vua xảy ra vào năm 17 của Siamun trên một mảnh giấy ghi chép của các thầy tế Karnak. Ở đây, việc một cá nhân được phong làm thầy tế Amun xảy ra chính xác vào triều đại của Pharaon Siamun. Tập quán này tiếp diễn trong triều đại tiếp theo của Psusennes II cũng như các vị vua của Vương triều thứ 21. Trong khi đó việc gọi nhà vua là pr-ꜥꜣ dược tiếp tục trong các văn hóa dân gian Ai Cập.
Đến lúc này, từ pr-ꜥꜣ đã được cấu trúc lại và được phát âm là *par-ʕoʔ, φαραώ pharaō trong tiếng Hy Lạp cổ đại và pharaō trong tiếng Latinh, nguồn gốc của từ tiếng Anh "Pharaoh". Theo thời gian, *par-ʕoʔ biến thành từ tiếng Copt prro và sau đó là rro.
"Pharaon" trong tiếng Ả Rập hiện đại ở Ai Cập ngày nay là فرعون phát âm như Firʻawn; trong tiếng Hebrew là פַּרְעֹה phát âm như Parʻō và trong tiếng Ge'ez là Färʻon, tất cả những tên gọi trên đều xuất phát từ per-aa trong tiếng Ai Cập cổ đại.

## Biểu trưng

### Quyền trượng và gậy
Quyền trượng và gậy là dấu hiệu chung của quyền lực ở Ai Cập cổ đại. Một trong số những quyền trượng hoàng gia đầu tiên được tìm ra trong lăng mộ của Khasekhemwy ở Abydos. Các vị vua cũng được biết đến với việc sử dụng một cây gậy, Pharaon Anedjib được miêu tả trên các bức hình khắc vào đá là đang cầm một cây gậy mks. Chiếc quyền trượng có lịch sử lâu đời nhất có lẽ là heqa, đôi khi được miêu tả là cái móc của người chăn cừu. Những ví dụ sớm nhất của biểu chương này có từ thời sơ triều đại. Một chiếc quyền trượng đã được tìm thấy trong một lăng mộ ở Abydos có từ giai đoạn Naqada.
Một chiếc quyền trượng khác có liên quan đến nhà vua là was, một cây gậy dài có đỉnh là đầu thú. Những bức vẽ miêu tả was có từ Vương triều thứ nhất. Chiếc quyền trượng này xuất hiện trong tay cả các vị vua lẫn các vị thần.
Chiếc đòn đập lúa có liên quan mật thiết tới quyền trượng heqa, nhưng nhà vua cũng được miêu tả chỉ cầm chiếc đòn đập lúa, ví dụ như trên một cán dao có từ thời sơ triều đại, hay trên đầu chùy Narmer.

### Uraeus
Bằng chứng lâu đời nhất về việc sử dụng Uraeus — một con rắn hổ mang đang bạnh cổ — thuộc triều đại của Den từ Vương triều thứ nhất. Con rắn hổ mang được cho là sẽ bảo vệ pharaon bằng cách phun lửa vào kẻ địch.

### Vương miện và mũ đội đầu
Vương miện màu đỏ của Hạ Ai Cập - Deshret - có từ thời sơ triều đại. Một chiếc vương miện đỏ đã được tìm thấy trên một mảnh gốm vỡ ở Naqada. Vua Narmer cũng được miêu tả đang đội vương miện đỏ trên đầu chùy Narmer và tấm bảng Narmer.
Vương miện màu trắng của Thượng Ai Cập - Hedjet - được tìm thấy trên một lư hương Qustul có từ thời sơ triều đại. cả Vua Hổ Cáp lẫn vua Narmer đều được miêu tả đang đội vương miện trắng.
Sự kết hợp của vương miện đỏ và trắng - Pschent - được ghi nhận lần đầu tiên vào Vương triều thứ nhất. Những mô tả đầu tiên có từ triều đại của Djet.

### Mũ đội đầu khat và nemes

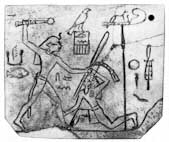
Den

Mũ đội đầu khat là một loại vải trùm đầu được buộc đuôi lại như tóc đuôi gà. Những mô tả đầu tiên về khat có từ triều đại của Den, nhưng không được nhắc đến cho tới triều đại của Djoser.
Mũ đội đầu Nemes có từ thời Djoser, dựa trên bức tượng của ông ở Saqqara.

### Chứng cứ
Nhà Ai Cập học Bob Brier đã chỉ ra rằng mặc dù rất phổ biến trong những bức chân dung hoàng gia, chưa từng có một chiếc vương miện Ai Cập cổ nào được tìm ra. Lăng mộ của Tutankhamun, được khai quật trong trạng thái gần như nguyên vẹn, chứa những biểu trưng quyền lực như cái móc và cần đập lúa, nhưng không hề có một chiếc vương miện nào.
Vương miện được cho là có phép thuật. Brier phỏng đoán rằng vương miện là những vật dụng tôn giáo, nên rất có thể một vị pharaon đã chết sẽ không được đem theo chiếc vương miện vào hầm mộ, mà thay vào đó chúng được truyền lại cho người kế vị.

## Tước hiệu
Trong thời kỳ Cổ Vương quốc, các vị vua có thể có tới 3 tước hiệu. Tên Horus là cổ nhất và có từ thời sơ triều đại. Tên Nesw Bity được bổ sung giữa Vương triều thứ nhất. Tên Nebty xuất hiện ở cuối Vương triều thứ nhất. Tên bik-nbw chưa được tìm hiểu rõ. Tên ngai và tên đầy đủ xuất hiện muộn hơn và thường nằm trong hình ô van. Đến thời kỳ trung vương quốc, các tên gọi của nhà vua bao gồm Horus, nebty, Horus vàng, tên đầy đủ và tên ngai, với một số pharaon, chỉ có một hoặc hai trong số đó được biết đến.

### TênNesw Bity
Tên Nesw Bity bắt nguồn từ triều đại của Den, được viết bằng chữ tượng hình của "cây sậy và con ong", thường được dịch là vua của Thượng và Hạ Ai Cập. Tên news bity mới có thể là tên khai sinh của nhà vua và là tên gọi được ghi chép lại trong sử sách.

### Tên Horus
Tên Horus được nhà vua đặt khi đăng quang và được viết trong một khung hình vuông tượng trưng cho cung điện gọi là serekh. Ví dụ lâu đời nhất của serekh có từ triều đại của vua Ka, trước Vương triều thứ nhất. Tên Horus của một số vị vua thể hiện mối liên hệ với vị thần Horus. Aha nghĩa là "chiến binh Horus", Djer nghĩa là "Horus hùng mạnh", vân vân. Sau đó, các vị vua thể hiện những lý tưởng về vương vị trong tên Horus của mình, Khasekhemwy nghĩa là "Horus: hai quyền năng hòa làm một", Nebra nghĩa là "Horus, chúa tể của Mặt Trời", vân vân.

### TênNebty
Ví dụ đầu tiên của tên nebty có từ triều đại của vua Aha ở Vương triều thứ nhất. Tên gọi này liên kết nhà vua với các vị nữ thần Nekhbet và Wadjet. Đứng trước tước hiệu này là hình ảnh con kền kền (Nekhbet) và con rắn hổ mang (Wadjet) trên một chiếc rổ.

### Tên Horus Vàng

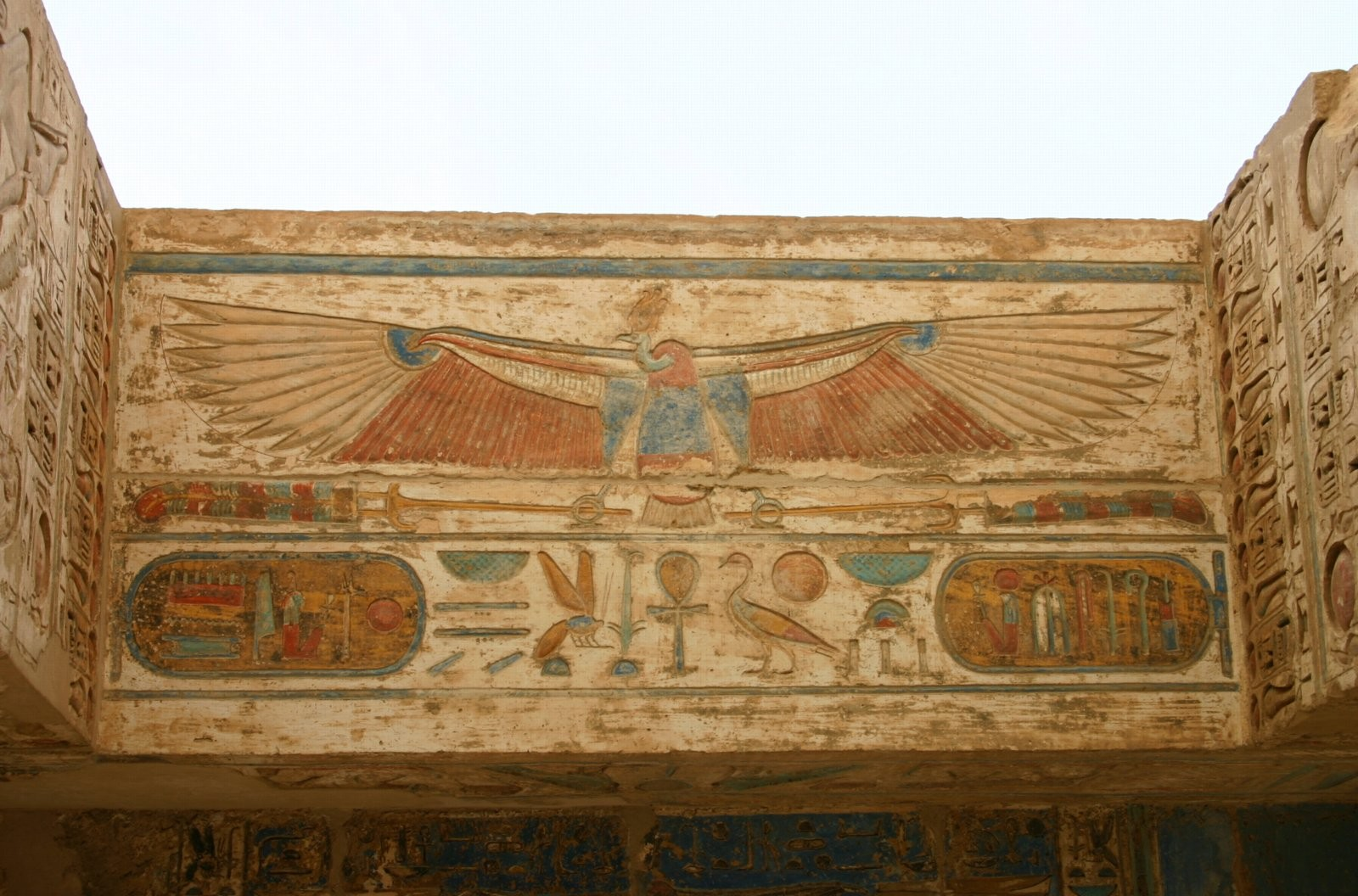
Tên riêng và tên ngai của Ramesses III

Đứng trước tên Horus vàng là hình ảnh con chim ưng trên một dấu hiệu vàng (nbw). Tước hiệu này có lẽ tượng trưng cho thần tính của nhà vua. Mối liên hệ giữa hai dấu hiệu Horus và vàng có thể dùng để chỉ quan niệm rằng cơ thể các vị thần được làm bằng vàng, cũng như các kim tự tháp và cột đá tượng trưng cho tia nắng mặt trời. Dấu hiệu vàng còn có thể được dùng để chỉ Nubt, thành phố của Set. Điều này ám chỉ việc Horus đánh bại Set.

### Tên Riêng và Tên Ngai
Hai tên gọi này được viết trong một hình ô van. Tên ngai thường đứng sau Vua của Thượng và Hạ Ai Cập (nsw bity) hoặc Chúa tể của Hai Vùng đất (nebtawy) và thường bao gồm tên thần Re. Tên riêng thường đứng sau Con trai thần Re (sa-ra) hoặc Chúa tể của Sự hiện diện (neb-kha).